# Sexual Minorities Uganda
Sexual Minorities Uganda (SMUG), parfois traduit en Minorités sexuelles en Ouganda, est une organisation non gouvernementale faîtière pour la défense des droits LGBT en Ouganda.
Elle est fondée en 2004 par Victor Mukasa (en) et dirigée par Frank Mugisha à partir de 2007.

## Fondation
Sexual Minorities Uganda est fondée par Victor Mukasa (en), un homme trans, le 4 mars 2004,. L'année précédente, Mukasa avait participé à la création de l'ONG lesbienne Freedom and Roam Uganda. L'influence de cette dernière avait poussé à l'organisation de plusieurs autres groupes LGBT indépendants dans le pays, qui parfois ne se connaissaient pas entre eux. Ces groupes sont cependant plus actifs dans le soutien entre personnes LGBT que dans le militantisme pour leurs droits,.
L'année suivante, dix-huit de ces groupes se réunissent en une coalition militante, sous la houlette de Mukasa,. S'y retrouvent notamment Icebreakers Uganda, Freedom and Roam Uganda, Right Companion, Lesgabix, Integrity Uganda, Spectrum Uganda, Gay and Lesbian Alliance et Transgender Initiative Uganda.
SMUG est créée dans le but de coordonner les actions militantes des différentes organisations LGBT du pays et de promouvoir des revendications communes au nom de l'ensemble des minorités sexuelles. SMUG met aussi en place du soutien pour les victimes de violences, de harcèlement et d'arrestations.
Lors de la fondation de SMUG, Victor Mukasa subit une pression importante de la part des autorités. Même si quelques figures émergent dans les années suivantes — David Kato, Kasha Jacqueline Nabagesera de Freedom and Roam Uganda, Frank Mugisha —, la majorité des membres préfèrent rester anonymes, par crainte de la répression, à la fois juridique et sociale. Cet anonymat rendait difficile l'existence d'une voix unifiée entre personnes LGBT dans la lutte pour les droits. Frank Mugisha est nommé en 2007 directeur général de Minorité sexuelles en Ouganda. Victime d'un harcèlement policier, il quitte l'Ouganda durant un mois en 2008 pour le Kenya.
Sexual Minorities Uganda est suspendue le 5 août 2022 par le Bureau national des organisations non gouvernementales. Il reproche à l'organisation de ne pas être enregistré officiellement. En 2012, pourtant, SMUG avait tenté de se déclarer en association, mais l'enregistrement avait été refusé en raison de son nom, qualifié d'« indésirable ». Le 12 mars 2024, la cour d'appel confirme la suspension de l'association en rejetant sa demande en appel.

## Actions notables

### Plainte contre le gouvernement
Un an après la fondation de SMUG, en 2005, la police fait une descente au domicile de Victor Mukasa, sans mandat valable. Elle l'arrête et lui confisque des documents relatifs à son militantisme. Il devient la cible de commentaires homophobes de la part des médias, du gouvernement et de personnes engagées dans la lutte contre le sida. Une fois libéré, pour se protéger, il doit fuir le pays pendant deux ans pour l'Afrique du Sud.
Victor Mukasa porte plainte contre le gouvernement en 2008, avec Yvone Oyo. Il l'accuse d'intrusion, de vol, d'arrestation illégale et de traitement inhumain et dégradant. Ils sont tous deux dédommagés de 7 000 dollars environ, la juge Stella Arach-Amoko (en) estimant qu'il y avait une « atteinte aux droits humains des suspects par la police » et à leur vie privée, mais sans reconnaître de rapport avec l'homosexualité ou un « abus de pouvoir ». Il s'agit de la première fois que des militants LGBT portent plainte contre l'État ougandais, et une victoire pour la communauté du pays,.

### Campagne«Let Us Live in Peace»
Le mouvement LGBT ougandais se développe en 2007 grâce un militantisme plus important. La mise en place par Sexual Minorities Uganda d'une campagne médiatique publique coordonnée de 45 jours, nommée « Let Us Live in Peace » (« Vivons en paix »), permet à la communauté de davantage se souder, de gagner en visibilité et de devenir plus homogène. Elle permet également l'établissement d'enclaves LGBT dans la capitale Kampala. Enfin, elle attire une attention importante, au niveau national comme au niveau international.
La campagne est lancée en partie en réaction au meurtre d'une étudiante lesbienne à Kampala. Elle débute le 17 août 2007 par une conférence de presse, la première de l'histoire du militantisme ougandais. Ils[Qui ?] sont rejoints par plusieurs militantes des droits de l'homme, dont Jessica Nkuuhe, Sarah Mukasa et Beatrice Were (en). Pour se protéger, la plupart des militants présents s'anonymisent en se masquant le visage. Il y est question de LGBTIphobies, de la violation de leurs droits humains, du harcèlement policier et du silence sur la prévention du VIH/SIDA.
Quatre jours plus tard, un pasteur homophobe, Martin Ssempa, rassemble plusieurs centaines de militants anti-LGBT à Kampala, sous la bannière d'une « Rainbow Coalition Against Homosexuality ». Ils appellent à « arrêter tous les homos »,. Sheikh Multah Bukenya, chef de file de la secte salafiste Tabligh en Ouganda, proche du groupe violent Forces démocratiques alliées, appelle à la formation d'un « commando anti-gay ». Il déclare vouloir « éliminer toutes les pratiques anormales, comme l'homosexualité »,,. La police leur répond, qu'elle « accueille tous ceux qui veulent lutter avec [eux] contre le crime avec, mais [qu']ils doivent user de moyens légaux »,.

### Plainte contreRolling Stone
En 2010, le tabloïd ougandais Rolling Stone (en) (qui n'a pas de lien avec son homonyme américain) publie une liste de cent noms de personnes présumées homosexuelles, avec leurs adresses et leur photo, appelant à les pendre. Trois membres de Sexual Minorities Uganda visés portent l'affaire en justice, David Kato Kisule, Kasha Jacqueline Nabagesera et Pepe Julian Onziema. Le journal est condamné en janvier 2011 à verser 1,5 million de shillings ougandais d'indemnité à chaque plaignant, le juge estimant que « l'appel à pendre les homosexuels par douzaines tend à menacer terriblement leur droit à la dignité humaine » et que la publication a violé leur droit à la vie privée. Plusieurs personnes outées par Rolling Stone ont été la cible de violences homophobes, et une femme a failli être tuée.
David Kato Kisule est assassiné le 26 janvier 2011. Ce crime de haine homophobe, fortement médiatisé, est condamné à l'international, notamment par le président des États-Unis Barack Obama.

### Lutte contre la loi anti-homosexualité
Lorsqu'en 2009 un projet de loi anti-homosexualité est déposé, Sexual Minorities Uganda se mobilise fortement contre. Le texte prévoit notamment des peines d'emprisonnement à perpétuité et de mort pour les homosexuels.
En 2012, SMUG et le Center for Constitutional Rights (en) des États-Unis intentent une action en justice devant une cour fédérale de district américaine contre l'évangéliste américain Scott Lively (en) pour crime contre l'humanité, en vertu du statut de délit à l'étranger (en) et sur la base du droit international. Ils mettent en cause son travail sur le projet de loi anti-homosexualité. En plus de ses articles contraires aux droits humains fondamentaux, ce travail a entraîné la persécution, la torture et le meurtre de plusieurs personnes LGBT. Les requérants accusent Lively d'inciter à la persécution des gays et des lesbiennes et de vouloir les priver de leurs droits,.
Le juge Michael A. Ponsor (en) déclare en août 2013 que la persécution fondée sur l'orientation sexuelle est un crime contre l'humanité et que donc la plainte est recevable sur la base du droit international, celui protégeant les droits fondamentaux des homosexuels. Il estime également que la défense de Lively, fondée sur le premier amendement, est « prématurée ». L'année suivante, la Cour s'oppose à une autre tentative d'abandon de l'affaire et organise des auditions en 2016. Le tribunal rejette cependant l'affaire en 2017 en raison de son incompétence juridique, citant l'arrêté Kiobel v. Royal Dutch Petroleum Co. (en) pris en 2013, mais valide les réclamations de SMUG,. Plusieurs recours et appels sont faits par le SMUG et Scott Lively jusqu'en 2018.
Après avoir été plusieurs fois modifiée, et la condamnation à mort supprimée, la loi est finalement adoptée en 2013. Mais face à la pression internationale, elle est annulée dès l'année suivante,. SMUG recense plus de 160 attaques LGBTIphobes dans les quatre mois suivant son adoption.

## Récompenses
Sexual Minorities Uganda est récompensée en septembre 2011 du Prix Rafto décerné par la Fondation Rafto pour les droits humains (en) norvégienne « pour son travail visant à faire appliquer les droits humains fondamentaux pour tous et à éliminer les discriminations fondées sur l'orientation sexuelle et l'identité de genre » face à une « homophobie parrainée par l'État »,,.
Le même mois, son directeur général Frank Mugisha reçoit le prix Robert F. Kennedy des droits de l'homme de l'organisation américaine Robert F. Kennedy Human Rights (en).